# آگاوه
آگاوه یا آگاو (نام علمی: Agave) سرده‌ای از گیاهان تک‌لپه‌ای است. آگاو گیاهی گلدار از دسته ساکولنت هاست که هر بوته آن یک‌بار گل می‌دهد و می‌میرد.
آگاوه را به نام «گیاه صدساله» نیز می‌شناسند.
معمولاً بسیاری آگاو را به اشتباه کاکتوس می‌دانند، آگاو کاکتوس نیست و با گیاه صبر زرد نیز که برگ‌های مشابهی دارد، رابطه‌ای ندارد.
آگاوه در بیابان‌های مکزیک و ایالت‌های جنوبی ایالات متحده می‌روید و همانند بسیاری از گیاهان بیابانی برگ‌های بسیار بزرگ ضخیم دارد. آن را گیاه صد ساله نیز می‌نامند. هنگامی که آگاو آماده گل دادن می‌شود ساقه بلندی پیدا می‌کند. ساقه گلزا ۳۰ سانتی‌متر قطر و ۶ متر درازا دارد. روی ساقه آن صدها گل پیدا می‌شود. وقتی که گل‌ها پژمرده شد گیاه می‌میرد. یک گیاه آگاوه هرگز بیش از یک بار گل نمی‌دهد. از این نظر به نام گیاه صدساله معروف است چرا که از قدیم تصور بر این بود که صد سال طول می‌کشد تا گل بدهد. آگاو وقتی گل می‌دهد که به اندازه کافی برای تولید ساقه گل‌زا در برگ‌های خود غذا و آب اندوخته کرده باشد. در بیابان‌های گرم مکزیک آگاو در ده سالگی گل می‌دهد، ولی در گلخانه‌های سرزمین‌های سرد ممکن است واقعاً صد سال لازم باشد تا برای تولید دسته‌گل بزرگش به اندازه کافی غذا و آب اندوخته کند. این گیاه در ایران به عنوان گیاه زینتی استفاده می‌شود و در ظاهر، به آلوئه ورا شباهت دارد.

## نگاره

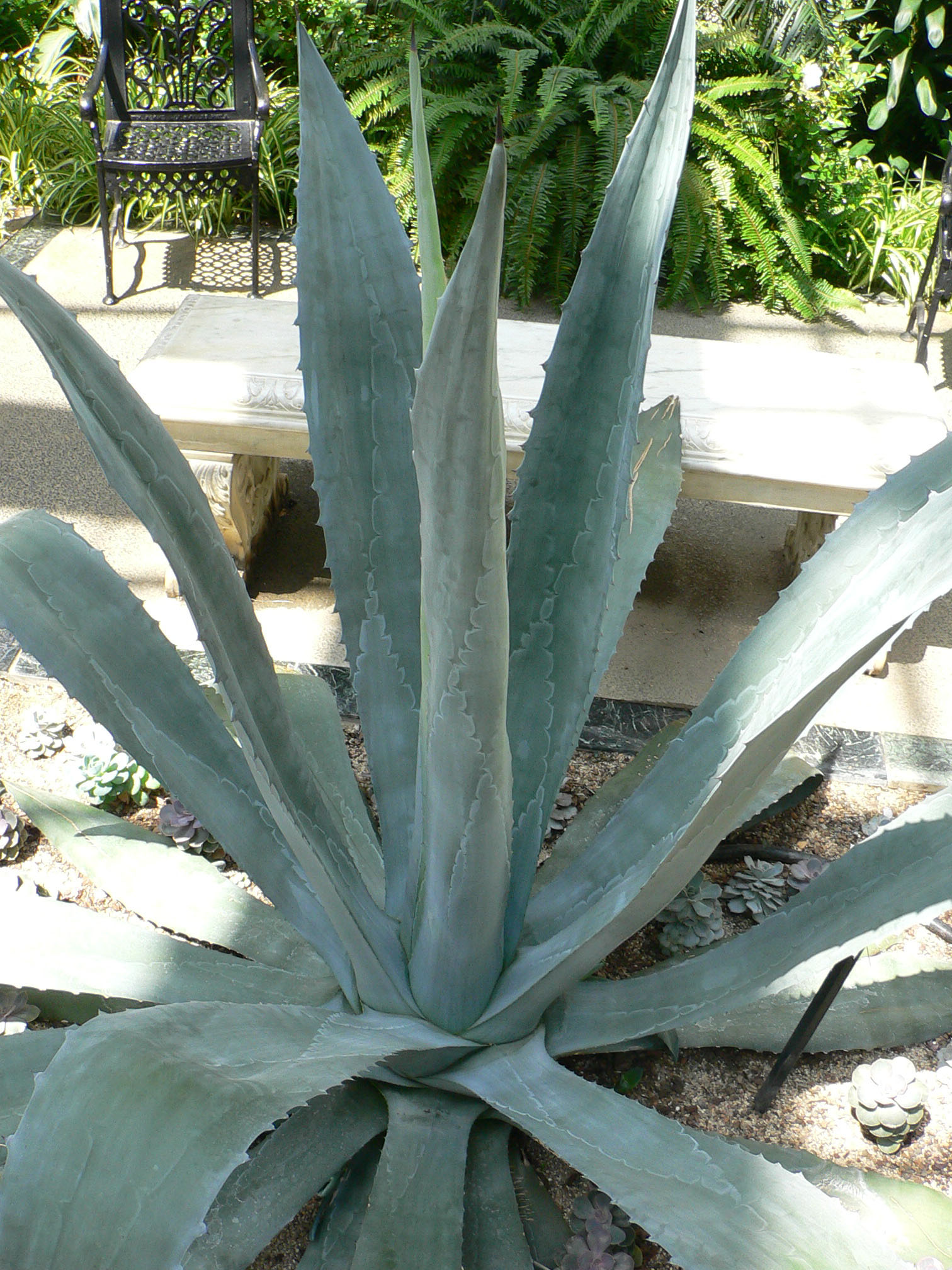
آگاوه امریکانا var. americana
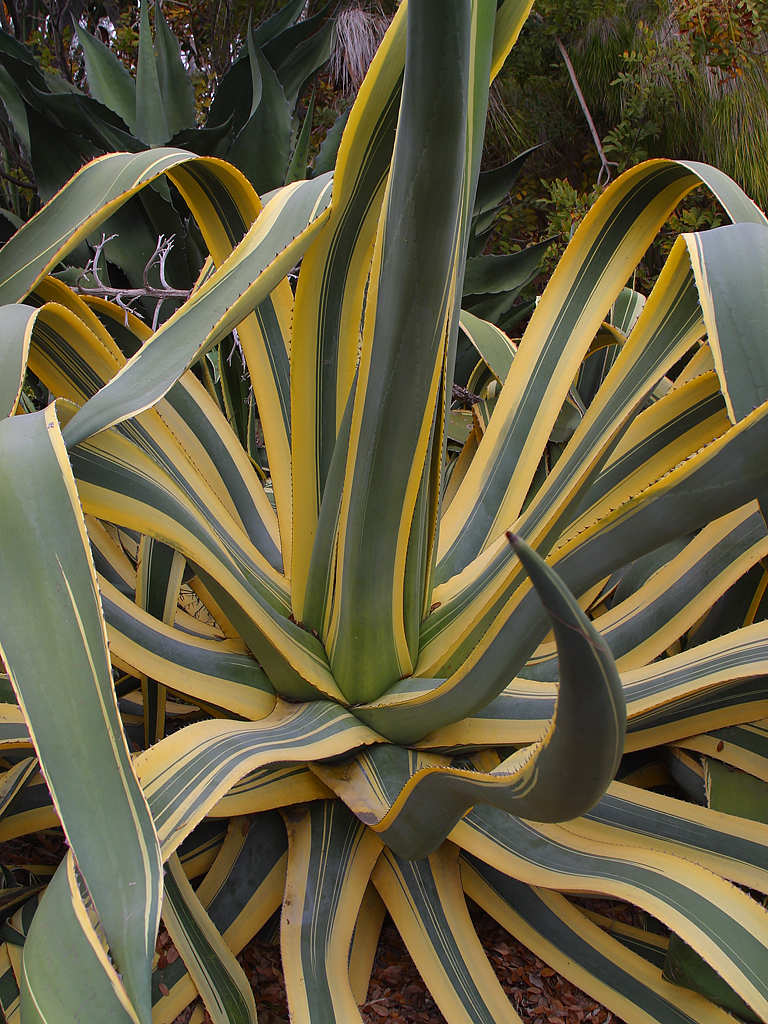
آگاوه امریکانا 'Marginata'
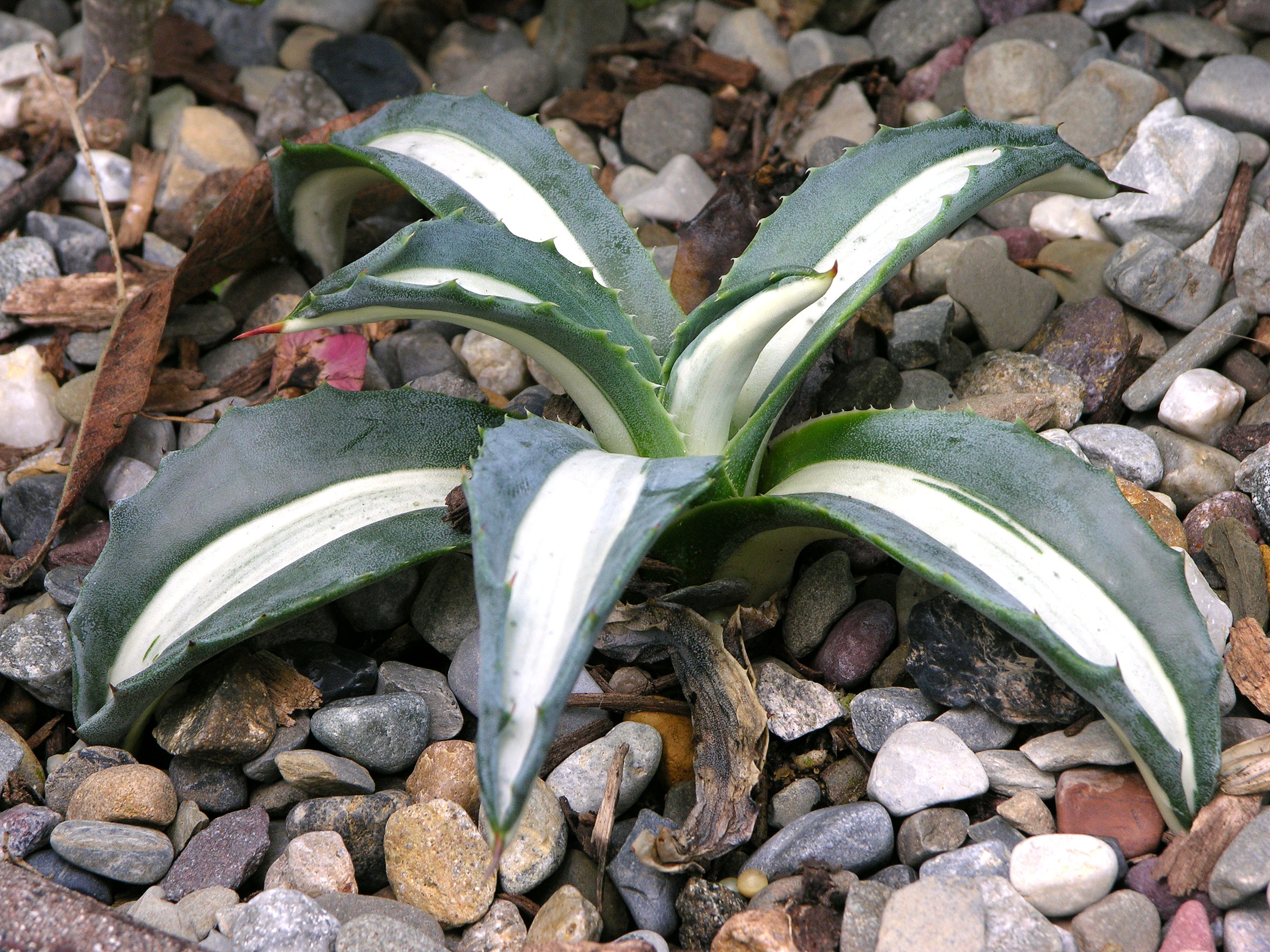
آگاوه امریکانا cv. 'Mediopicta Alba'
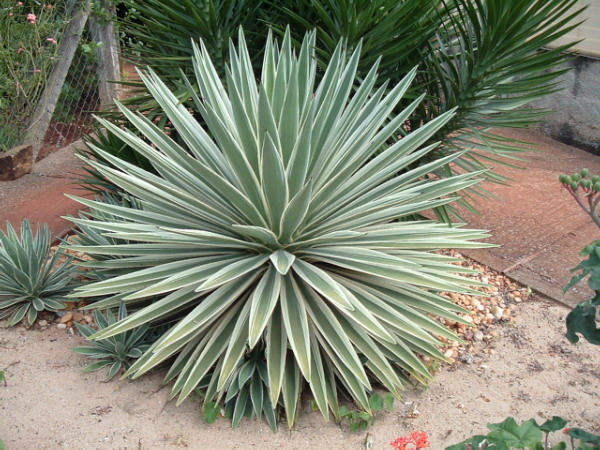
آگاوه انگوستیفولیا 'Marginata'
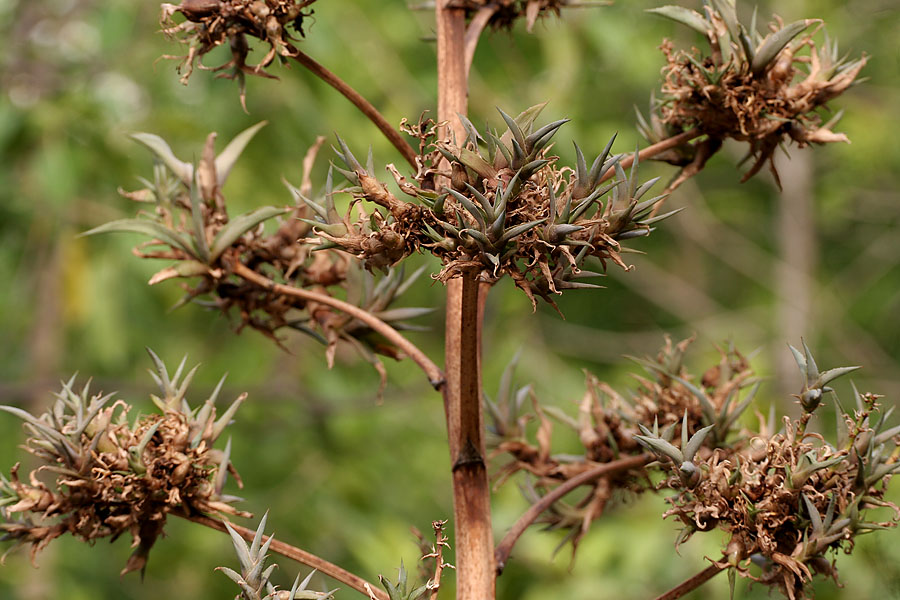
آگاوه انگوستیفولیا
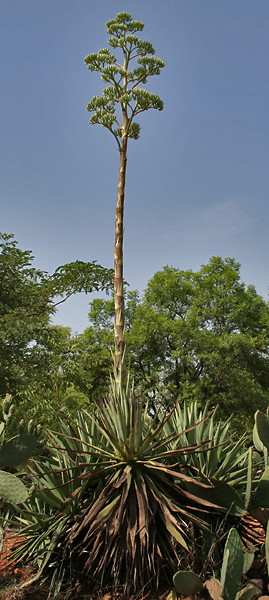
آگاوه انگوستیفولیا
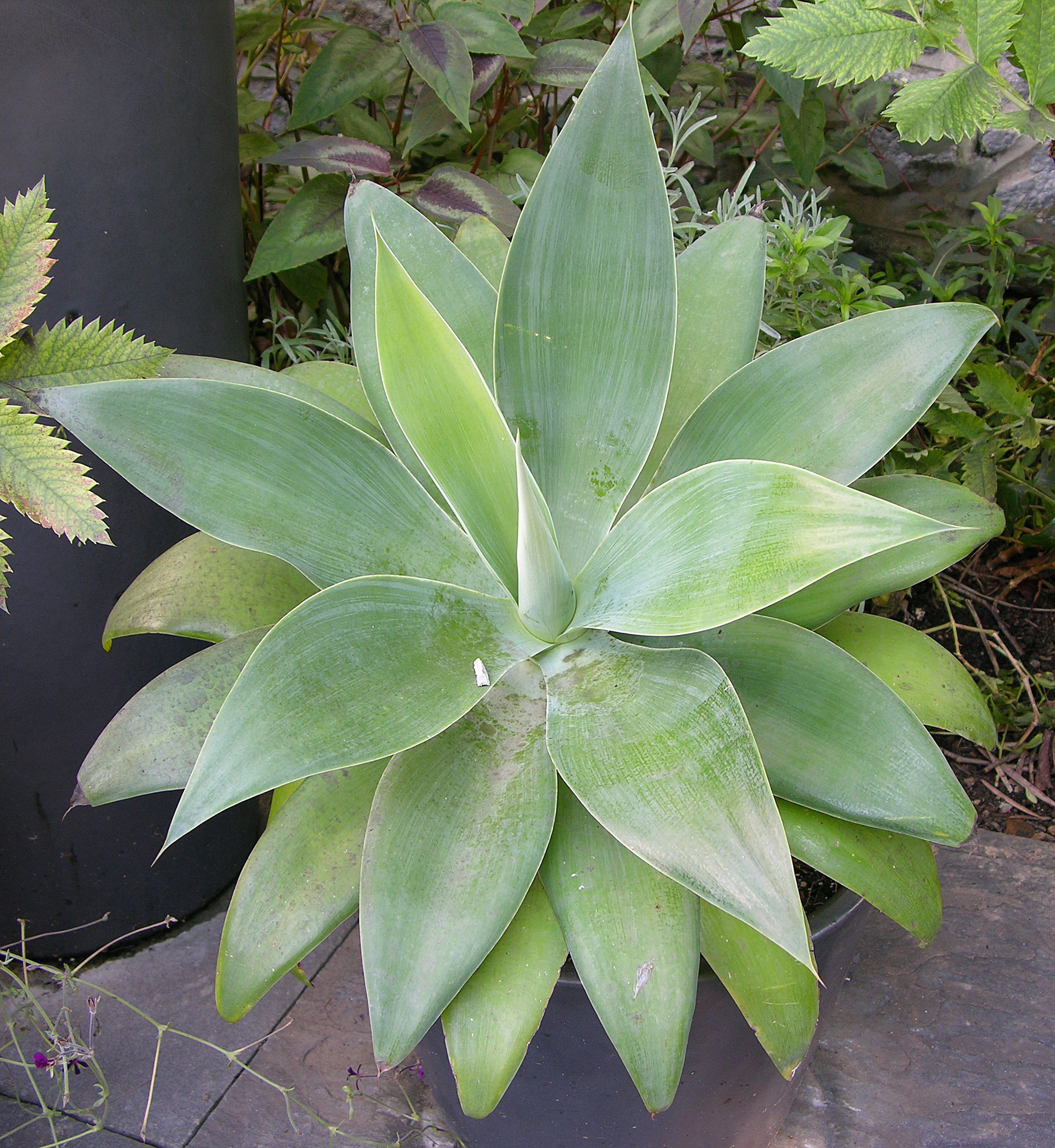
آگاوه اتنواتا